# ロマン・トーテンベルク
ロマン・トーテンベルク（ポーランド語: Roman Totenberg, 1911年1月1日 - 2012年5月8日）は、ポーランド出身のヴァイオリニスト。

## 生涯
ウッチの生まれ。
6歳でヴァイオリンを始め、ミエチスワフ・ミハロヴィチにヴァイオリンを学ぶ。1923年にワルシャワ・フィルハーモニー管弦楽団と共演してデビューを果たし、その後、ベルリンに留学してカール・フレッシュ門下となった。1931年には国際メンデルスゾーン賞を受賞し、パリでピエール・モントゥーやジョルジェ・エネスクらと共演し、ダリウス・ミヨーの知己を得た。1935年にはイギリスとアメリカに演奏旅行をおこない、成功をおさめた。1938年にはアメリカに移住している。その後は、アメリカを中心に演奏活動を展開し、アルトゥール・オネゲルの無伴奏ヴァイオリン・ソナタのアメリカ初演、ウィリアム・シューマンのヴァイオリン協奏曲、クシュシュトフ・ペンデレツキのカプリッチョなどの初演を担当した。
また、教育活動にも従事し、アスペンやタングルウッドで継続的に後進の指導に当たったほか、1961年から1978年まではボストン大学の弦楽器部門の主任教授を務めていた。
ニュートンで没。